# Mine de sel de Khewra
Vous lisez un « bon article » labellisé en 2013.
La mine de sel de Khewra est la plus importante source de sel gemme du Pakistan au début du XXIe siècle, produisant en moyenne plus de 350 000 tonnes par an. Elle est située à Khewra dans le Pendjab pakistanais.
Découverte par les troupes d'Alexandre le Grand au IVe siècle av. J.-C., son exploitation commerciale ne commence qu'avec l'Empire moghol (1526 – 1857), plusieurs siècles plus tard. À partir de 1872, pendant l'occupation britannique, plusieurs modifications sont apportées dans le but d'augmenter sa production. Elle revient au gouvernement pakistanais après la partition des Indes en 1947.
En 2012, la société Pakistan Mineral Development Corporation exploite la mine, dont les réserves exploitables prouvées sont de 82 millions de tonnes minimum. Cette mine est aussi une importante destination touristique, qui attire plus de 40 000 visiteurs chaque année.

## Géographie

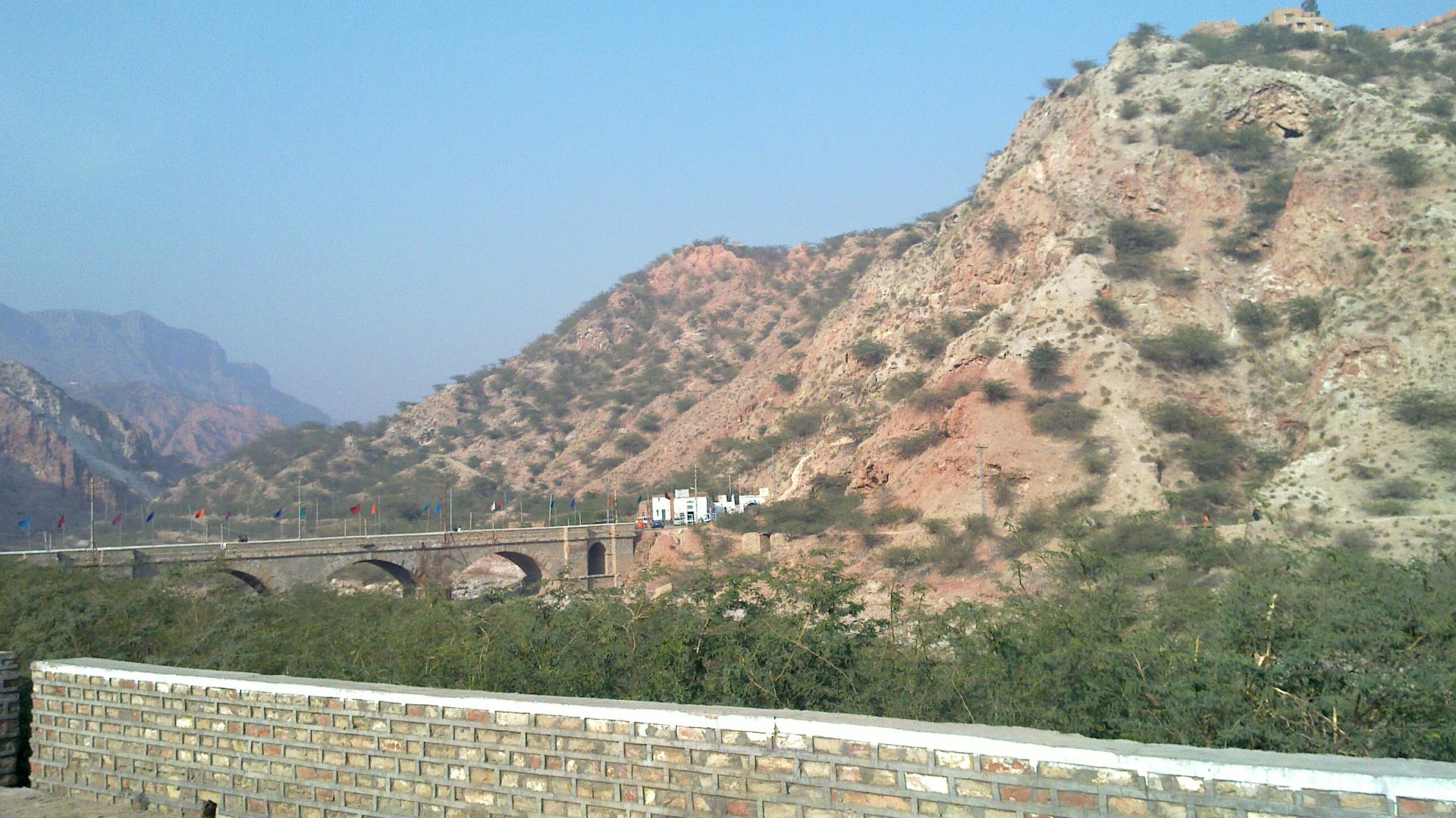
À la droite au bout du pont, entrée de la mine à flanc de montagne.

La mine de sel de Khewra se trouve dans le Pind Dadan Khan Tehsil, une sous-division administrative du district de Jhelum dans le Pendjab pakistanais. Située à environ 200 km d'Islamabad et à environ 260 km de Lahore, elle est accessible à partir de la Lilla road qui se rend à Pind Dadan Khan, la capitale de la sous-division,. La mine est creusée dans une montagne qui fait partie de la Salt Range pakistanaise, un système de chaînes montagneuses riche en minéraux qui s'étend sur environ 300 km à partir du sud du plateau Pothohar jusqu'à l'endroit où la rivière de Jhelum se jette dans l'Indus,,.
La Salt Range pakistanaise s'est formée il y a plus de 800 millions d'années, lors de l'évaporation d'une mer intérieure suivie d'un événement géologique,.

## Histoire
Un dépôt de sel gemme est découvert lors de la traversée des futurs districts de Jhelum et de Mianwali pendant la campagne militaire d'Alexandre le Grand en Inde, entre 327 et 325 av. J.-C. Ce sont les chevaux de son armée qui, fatigués après une bataille, reprennent des forces après avoir léché des pierres dans des grottes, découvrant ainsi le dépôt salin,,. Sous l'Empire moghol, le sel de Khewra est commercialisé à grande échelle, jusqu'en pleine Asie centrale. Au début du XIXe siècle, les sikhs prennent le contrôle de la mine.
En 1872, quelques années après avoir soumis les Sikhs, les Britanniques décident d'augmenter la production de la mine. Ils découvrent que les galeries sont étroites et irrégulières et que les points d'entrée sont dangereux et difficiles à utiliser. L'approvisionnement d'eau à l'intérieur de la mine est insuffisant et aucun entrepôt n'est prévu pour le sel extrait. Pour se rendre à la mine, il faut emprunter une route dangereuse construite sur un terrain montagneux. Pour éliminer ces problèmes, le gouvernement fait niveler la route, construire des entrepôts, mettre en place un système d'approvisionnement en eau, modifier les entrées et les galeries pour les rendre plus sûres et introduit un système plus efficace d'extraction du sel. La contrebande de sel est sévèrement punie.
Après la Partition des Indes en 1947, le gouvernement pakistanais prend le contrôle de la mine. Il fonde en 1974 la Pakistan Mineral Development Corporation (PMDC), une agence responsable de l'exploitation de différents gisements miniers, dont la mine de sel de Khewra. En 1994, des mineurs réclamant de l'eau non polluée obtiennent gain de cause lors d'une poursuite judiciaire contre PMDC. En 2003, alors que le gouvernement du Pakistan cherche des moyens d'augmenter sa réserve stratégique de pétrole à 90 jours de consommation, le PMDC propose d'utiliser la mine de sel de Khewra comme lieu de stockage. Des études scientifiques confirment la viabilité du projet, mais la proposition est rejetée. 
L'eau consommée par les habitants de Khewra a été polluée par les activités minières à proximité. Ce dossier est étudié depuis 2003 par la Commission économique et sociale pour l'Asie et le Pacifique (UNESCAP) qui s'intéresse à la relation humain-environnement,.
En 2008, le gouvernement du Pakistan souhaite se départir de 17 organisations rentables, dont la mine, mais cette proposition est rejetée.
Lors des inondations de 2010 au Pakistan, des précipitations accumulées dans un nullah, vallée étroite aux parois raides, à proximité du site se déversent dans la mine, rendant la circulation dangereuse. La mine est alors fermée. En novembre 2011, elle est rouverte aux visiteurs.
Elle est aussi appelée « mine de sel de Mayo » en l'honneur du gouverneur général des Indes Richard Southwell Bourke, Lord Mayo, qui la visite durant son mandat (1869-1872). 
Le PMDC supervise le Survey Institute, fondé en 1971, qui mène des études sur la mine et organise des formations à l'intention des futurs mineurs.

## Exploitation minière
Au début des années 1870, on extrait annuellement entre 28 000 et 30 000 tonnes de sel de la mine de Khewra. À partir de 1872, l'ingénieur des mines britannique H. Warth supervise son exploitation, qui profite des améliorations apportées au site à la demande du gouvernement britannique. La production atteint 187 400 tonnes par an pendant les cinq années fiscales se terminant en 1946-47, année de la Partition des Indes, puis diminue à 136 800 tonnes pendant les deux années fiscales se terminant en 1949-50. 
En 1969, c'est la plus vieille et la plus importante mine de sel gemme en exploitation au Pakistan et, en 1998, la seconde mine de sel en exploitation au monde en termes de production,,, précédée par les mines de sel de Wieliczka.
En 2003, la production totale de sel gemme du Pakistan atteint 725 000 tonnes.
La mine de Khewra est la principale source de sel gemme du Pakistan, avec une production de 350 000 tonnes en 2004, 
450 000 tonnes en 2009 et
400 000 tonnes en 2011-2012
. 
La société AkzoNobel, qui a racheté les unités de production pakistanaises de la société ICI en 2008, consomme entre 220 000 et 240 000 tonnes de sel annuellement pour la production de carbonate de sodium, utilisé dans différentes productions industrielles,. 
En 1974, les réserves exploitables prouvées de la mine sont au minimum de 82 millions. En 1982, les réserves de sel sont estimées à 600 millions de tonnes au minimum.
Si le rythme de production est maintenu, son exploitation devrait se poursuivre pendant quelques siècles.

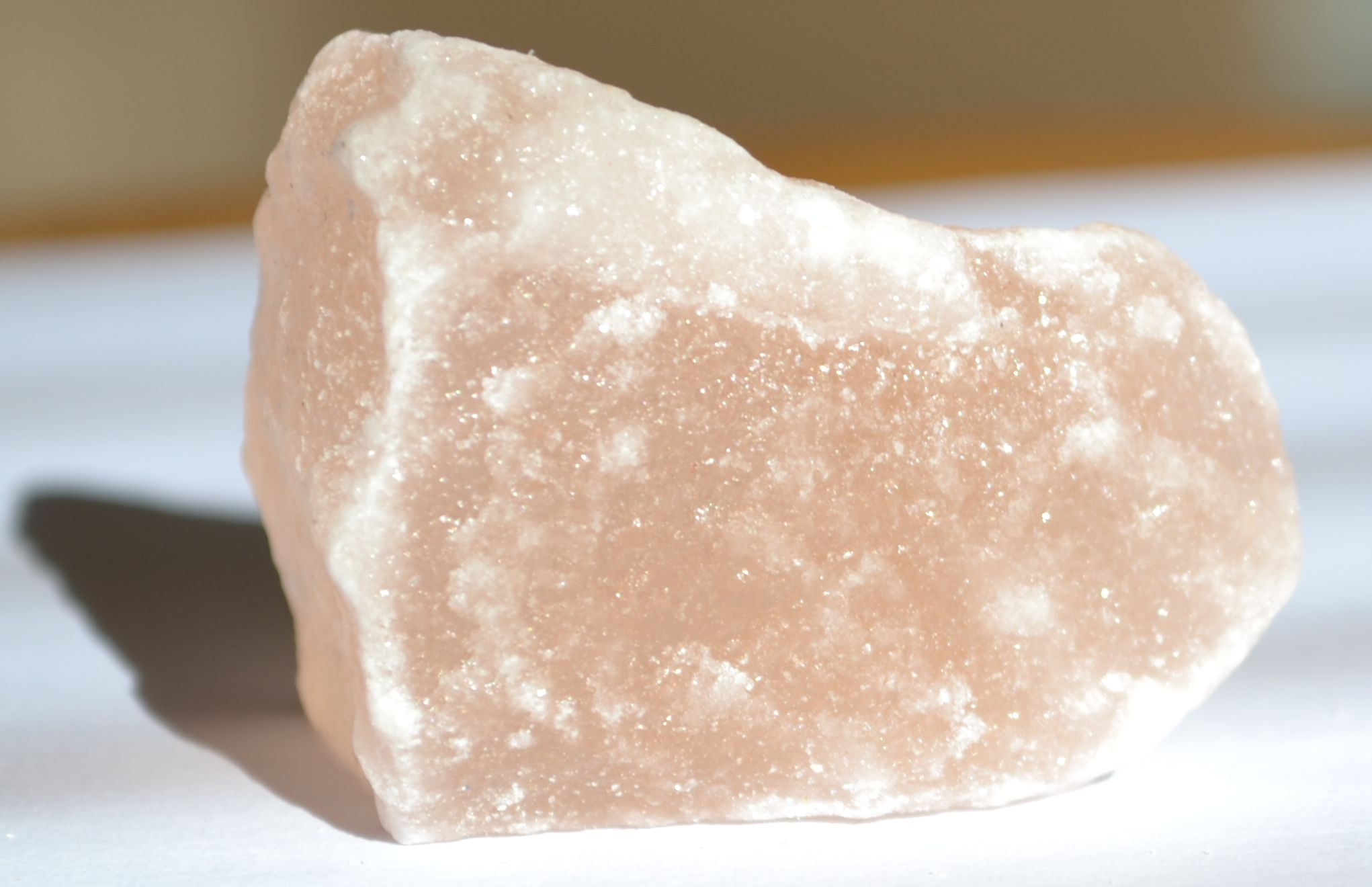
Sel gemme de couleur rose pâle provenant de la mine.
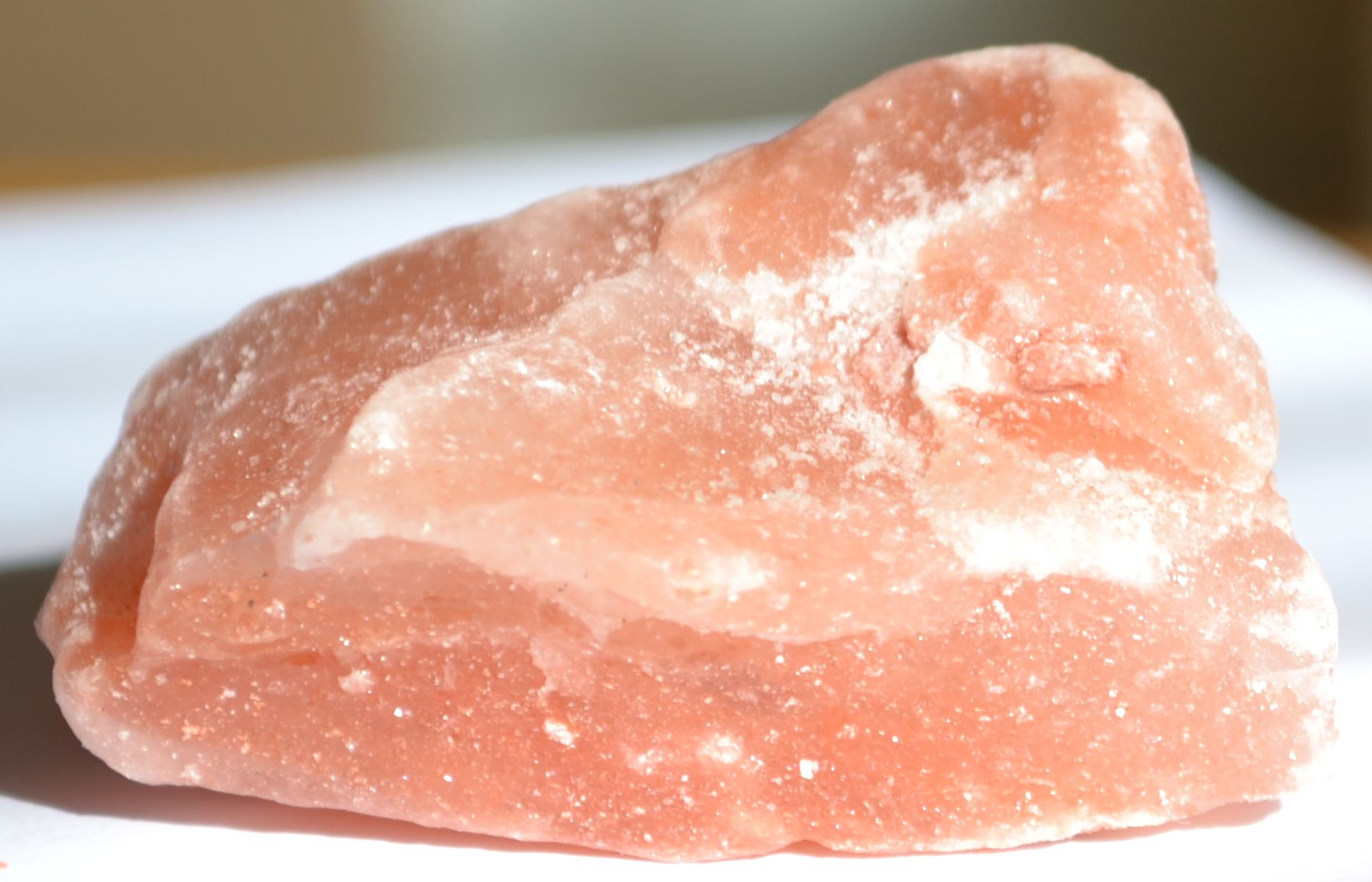
Sel gemme de couleur rose provenant de la mine.
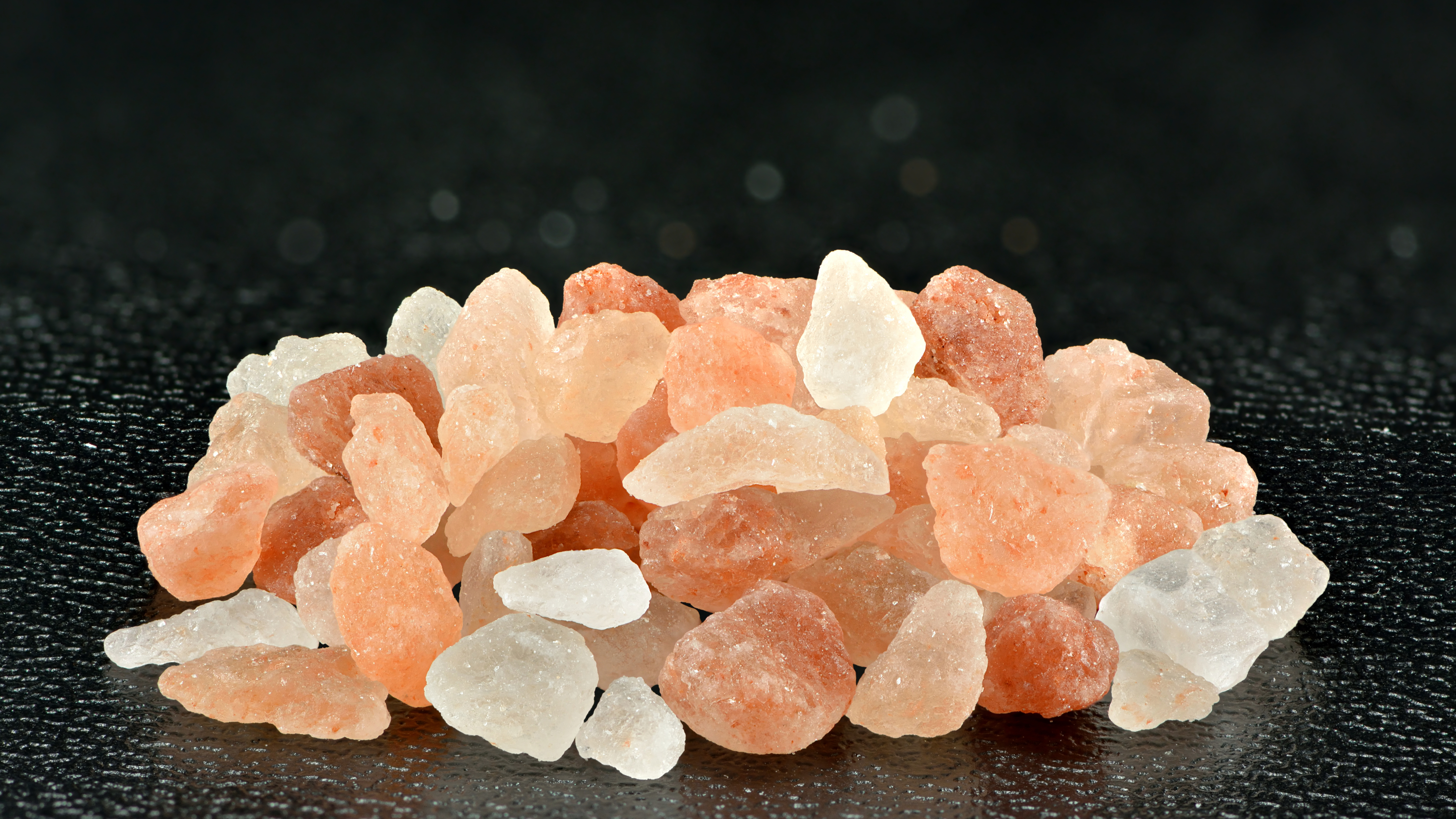
Granulat issu de la mine de sel de Khewra, le diamètre maximal de chaque grain est de 5 mm environ.

En 2012, la mine comprend dix-neuf niveaux, dont onze souterrains. À partir de l'entrée, la mine s'étend jusqu'à 730 mètres dans la montagne ; la longueur totale des galeries est d'environ 40 km ; la partie souterraine couvre une superficie d'au moins 110 km2,,. L'extraction du sel gemme se fait selon la méthode des chambres et piliers : la moitié du sel est extraite, le reste sert à soutenir le toit. La température dans la mine se situe entre 18 et 20 °C en tout temps. À l'intérieur de la mine, le sel gemme est transporté par des wagons qui circulent sur un chemin de fer construit pendant l'occupation britannique. L'extraction du sel se fait manuellement par des travailleurs « détenteurs d'un titre d'exploitation héréditaire » qui leur est transmis par un système établi du temps de l'occupation britannique,.

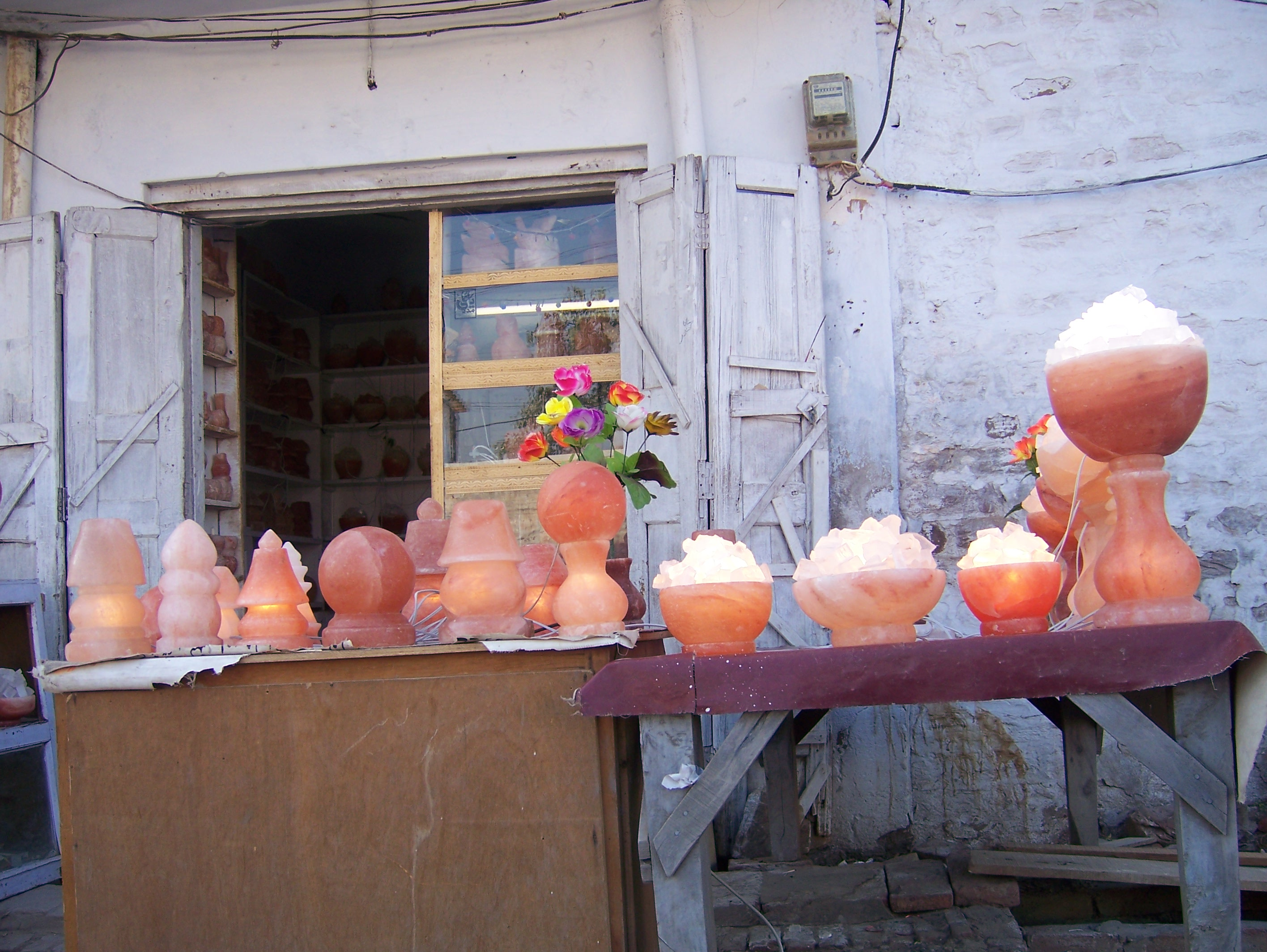
Lampes de sel vendues dans un marché de Khewra.

Le minerai brut est une halite qui comprend au moins 90 % de chlorure de sodium et de petites quantités de calcium, magnésium, potassium, sulfates et humidité, mélangés à des traces de fer, zinc, cuivre, manganèse, chrome et plomb,,. Le sel extrait de la mine est rouge, rose, blanc cassé ou transparent. 
Sel le plus réputé au Pakistan, il sert en cuisine, comme sel de bain, pour produire de la saumure et comme matériau industriel (par exemple, en 1940, il est utilisé dans une usine de carbonate de sodium appartenant à la société britannique ICI). En tant que sel de cuisine, il est vendu sous le titre de « diamants de sel » (rose ou de l'Himalaya),.
Il sert aussi à fabriquer des objets décoratifs, tels des lampes, des vases, des cendriers et des statues, qui sont exportés vers les États-Unis, l'Inde et plusieurs pays européens,. Son usage comme matériau artistique a débuté pendant l'Empire moghol, des artisans fabriquant de la vaisselle et des décorations en sel. L'ingénieur des mines H. Warth a introduit l'usage du tour de potier pour fabriquer des objets à partir des pierres de sel, ayant déterminé que sous cette forme, le sel gemme présente des propriétés mécaniques semblables à l'albâtre.

## Tourisme

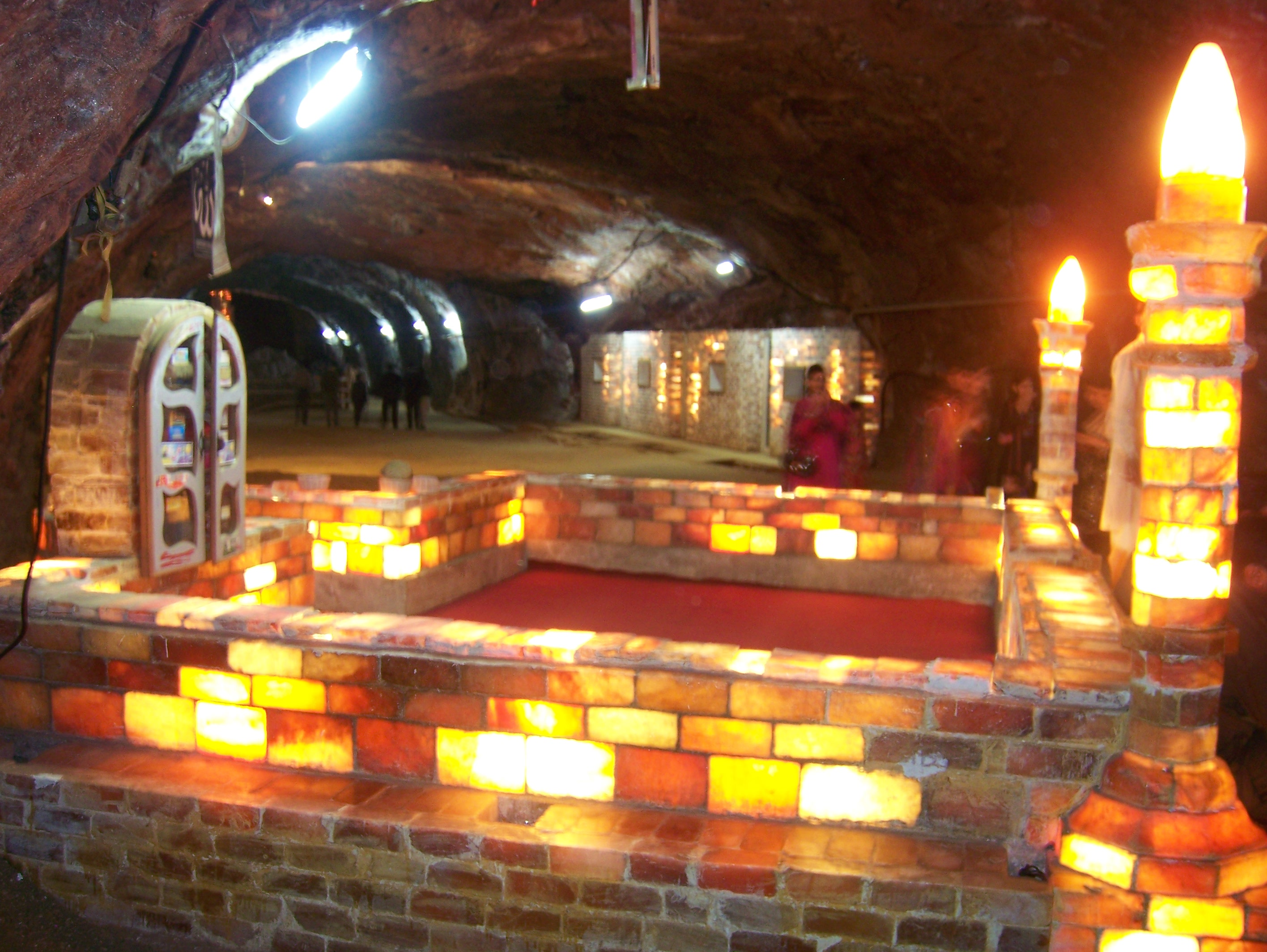
Une petite mosquée construite à l'aide de briques de sel se trouve à l'intérieur de la mine de sel de Khewra. Photo prise en décembre 2008.

La mine de sel de Khewra est une importante destination touristique au Pakistan, ayant par exemple accueilli plus de 40 000 visiteurs pendant l'année 2005,, ce qui lui procure une source appréciable de revenus. Depuis février 2011, Pakistan Railways offre un service ferroviaire reliant Lahore à Rawalpindi à Khewra. La gare de Khewra a été modernisée dans ce but.
La visite de la mine se fait à bord d'un train tracté par un véhicule électrique construit dans les années 1930. La mosquée Badshahi a été construite dans l'une des galeries avec des briques multicolores, dans les années 1950. La mine expose des sculptures, tels une réplique de la tour Minar-e-Pakistan, une statue de Mohamed Iqbal, un agrégat de cristaux qui forme le nom de Mahomet en écriture ourdou, un modèle réduit de la Grande Muraille et un autre de la Mall Road (« route de Mall ») à Murree,. Elle abrite également une pièce haute de 75 m appelée Assembly Hall (« Salle de réunion »), un pont en sel sans pilier, Pul-Saraat, qui enjambe un étang d'eau saumâtre profond de 25 mètres, le Shish Mahal (« Palais aux miroirs »), où les cristaux de sel sont de couleur rose pâle, et un café,.
En 2003, un projet de développement touristique en deux phases est achevé, au coût total de neuf millions de roupies pakistanaises (RPK). En 2007, une clinique médicale pouvant accueillir vingt personnes est mise en place pour le traitement par l'halothérapie de l'asthme et d'autres maladies respiratoires,, au coût de dix millions de RPK.

### Différences
1. ↑  Selon une autre source, c'est plutôt 250 000 visiteurs[23].